# Circonscription de Tahitay Qoraro
La circonscription de Tahitay Qoraro est une des 38 circonscriptions législatives de l'État fédéré du Tigré, elle se situe dans la Zone nord-ouest. Son représentant actuel est Almaz Araya Gebre Egziabhier.